# Gekielde schorrenslak
De gekielde schorrenslak, kleine schorrenslak of afgeplatte schorrenslak (Limapontia capitata) is een slakkensoort uit de familie van de Limapontiidae. De wetenschappelijke naam van de soort werd in 1774 voor het eerst geldig gepubliceerd door Otto Friedrich Müller.

## Beschrijving
De gekielde schorrenslak is een kieuwloze zeenaaktslak van 4 tot 8 mm groot met een bolvormige lichaam die leeft op schorren en kwelders. Deze soort heeft een glad lichaam, zowel de tentakels, rinoforen als cerata ontbreken op de rug en kop. In tegenstelling tot de (gewone) schorrenslak (Limapontia depressa) loopt bij de gekielde schorrenslak een verhoogde richel langs beide zijden van de kop. De ogen liggen elk in een licht gekleurd veld aan de buitenzijden van de lengterichel op de kop.

## Verspreiding
De gekielde schorrenslak komt voor aan de kusten van de noordoostelijke Atlantische Oceaan, van IJsland, de Baltische en de Witte Zee tot in de Middellandse Zee, de Zwarte Zee en de Noord-Afrikaanse kust. Deze dieren leven in rotsachtige getijdenpoeltjes en ondiep water. Deze soort wordt zeer zelden in de Nederlandse kustwateren waargenomen. In juli 1956 werd op rotswier een exemplaar van 2,5 mm in Den Helder aangetroffen. Na lange tijd werd in 2014 een drie millimeter groot exemplaar gevonden in Zeeland.